# Ершов, Артемий Ильич
Арте́мий Ильи́ч Ершо́в (18 [30] октября 1887, Омск — 20 июня 1943, Новосибирск, СССР) — русский писатель.

## Биография
Родился в 1887 году в городе Омске. Окончил Омскую учительскую семинарию. Работал конторщиком. В период революции 1905 года принимал участие в работе социал-демократических кружков.
До 1909 года работал учителем геометрии и черчения в 2-х классном училище села Боровского Барнаульского уезда Томской губернии.
Начал печататься с 1908 года, первый рассказ «Жить надо». Рассказ «Лесной голод» был напечатан в журнале «Сибирские вопросы» в 1909 году. Активно работал в сибирских газетах и журналах — «Сибирский день» г. Омск, «Сибирский студент» г. Томск, «Сибирский рассвет» г. Барнаул.
Накануне Первой мировой войны жил в Омске, где активно участвовал в литературной жизни. В 1915 году в Омске вышел литературно-художественный сборник «Жертвам войны» участником которого был Артемий Ершов, вместе с такими литераторами как А. Новосёлов, А. Сорокин, Ф. Березовский, Г. Вяткин.
Осенью 1917 года в Барнауле, вместе с писателем Г. Пушкаревым создает литературный кружок, в рамках которого проводились литературные вечера, печатались сборники стихов, прозы, читались пьесы сибирских авторов. Издавался «Бюллетень ЛИТО». В кружок входили писатели А. Жиляков, С. Исаков, П. Низовой, А. Новиков-Прибой, чуть позже А. Караваева. С 1917 года работал в кооперативных организациях Барнаула.
В 1918 году в Барнауле в книжной серии «Библиотека „Сибирский рассвет“» вышла первая книга «В поисках Родины». Тираж книги составил 30 000 экземпляров — «цифра для этого времени колоссальная». Следующая книга «Бабья запятая» вышла в Новониколаевске в 1924 году. Книга «Тимкино счастье» — в Новосибирске, в 1942 году. После кончины писателя, в Новосибирске выходили его «Избранное» в 1946 и 1954 годах.
Умер в Новосибирске в 1943 году. Похоронен на Заельцовском кладбище (квартал 26).

## Литературные произведения
«Жить надо» 1908 г.
«Лесной голод» 1909 г.
«В поисках Родины» 1918 г.
«Бабья запятая» 1924 г.
«Тимкино счастье» 1942 г.